# Rhinura variegata
Rhinura variegata là một loài bướm đêm trong họ Geometridae.